# Fort Fredericksburg
Pour un article plus général, voir Forts de la côte ghanéenne.
Ne doit pas être confondu avec Fort Fredriksborg.
Fort Fredericksburg, connu aussi sous l'orthographe Fort Groß Friedrichsburg ou Fort Groot Fredericksborg, ou sous le nom Fort Hollandia, est un ancien comptoir colonial fortifié situé à Princes Town, au Ghana. Il fut un important lieu de la traite négrière sur la côte de l'Or, et fait partie depuis 1979 des forts de la côte ghanéenne inscrits sur la liste du patrimoine mondial de l'Unesco.

## Importance
Après la construction du fort par l'électeur Frédéric-Guillaume de Brandebourg en 1683, il devient une plaque tournante de la traite européenne des esclaves. Les Africains y sont détenus jusqu'à ce qu'ils soient transportés, principalement vers les plantations de canne à sucre des Caraïbes.
Après la vente de la colonie par Frédéric-Guillaume de Prusse en 1717, la forteresse devient officiellement la propriété des Provinces-Unies en 1718. Les Néerlandais, qui ne peuvent reprendre le fort qu'en 1724, après plusieurs années d'occupation par un chef local, rebaptisent le fort Fort Hollandia, et intensifient la traite des esclaves. Le fort est abandonné par les Hollandais en 1815, puis la colonie est vendue à la Couronne britannique en 1872.

## Emplacement
L'ancien fort Groß Friedrichsburg est situé sur la côte du district ouest d'Ahanta (de) dans la région Occidentale, au sud-ouest de Sékondi-Takoradi et au nord-ouest du cap des Trois-Pointes. Au nord-ouest des ruines de la forteresse, à environ 100 m en dessous de la montagne Manfro Hill sur laquelle le fort a été construit, se trouve la ville de Princes Town, qui compte 5200 habitants. Elle est construite près de l'embouchure commune de deux rivières, dont la plus grande contourne la ville au nord et à l'ouest. À l'est de la ville et au nord-est de Manfro Hill, une lagune sépare le continent du large.

## Histoire

### Colonie brandebourgeoise (1683-1717)

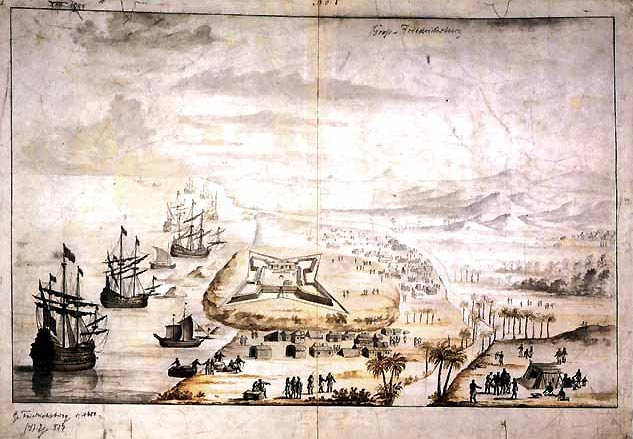
Le fort en 1688.

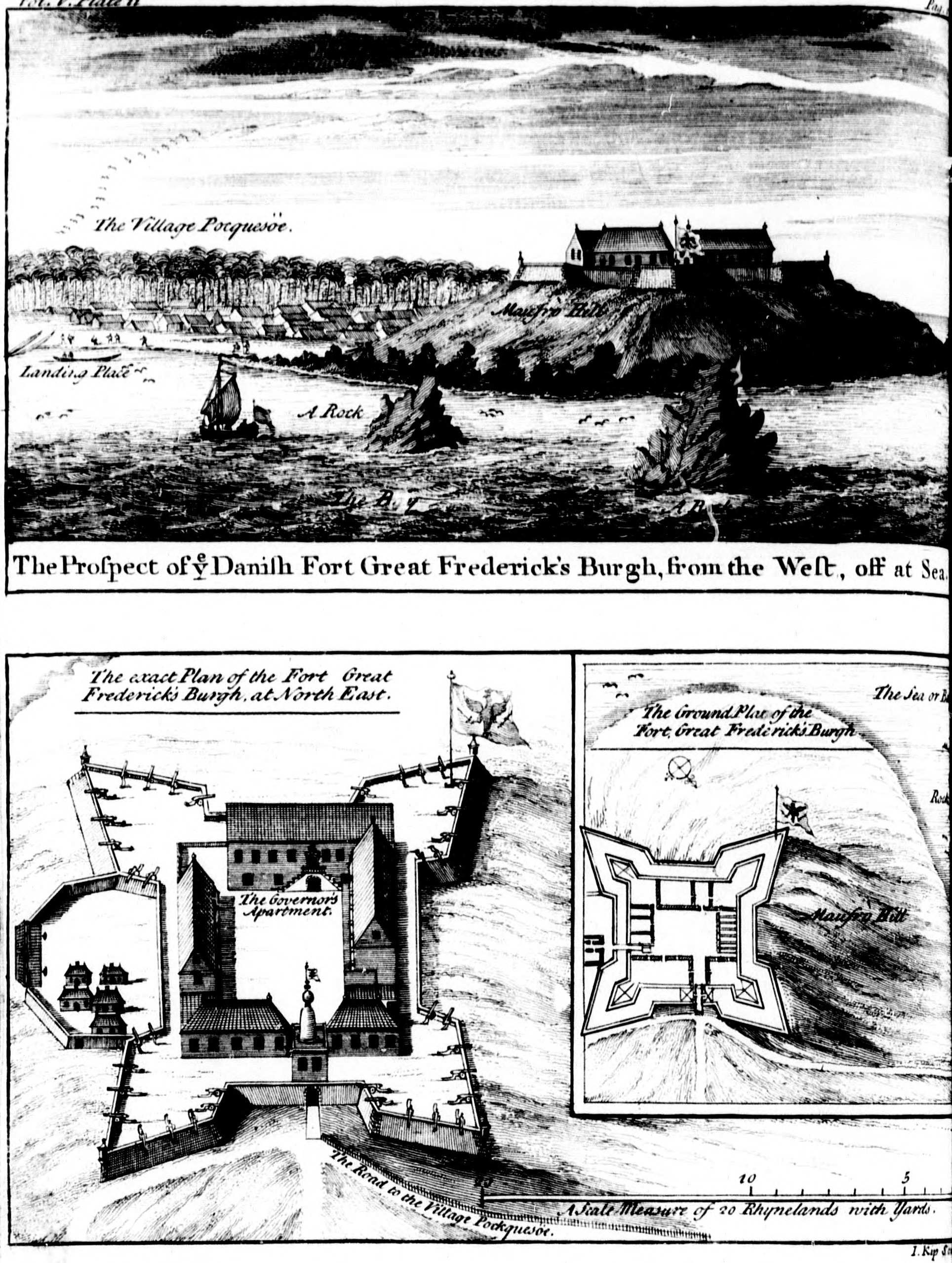
Gravure de 1732.

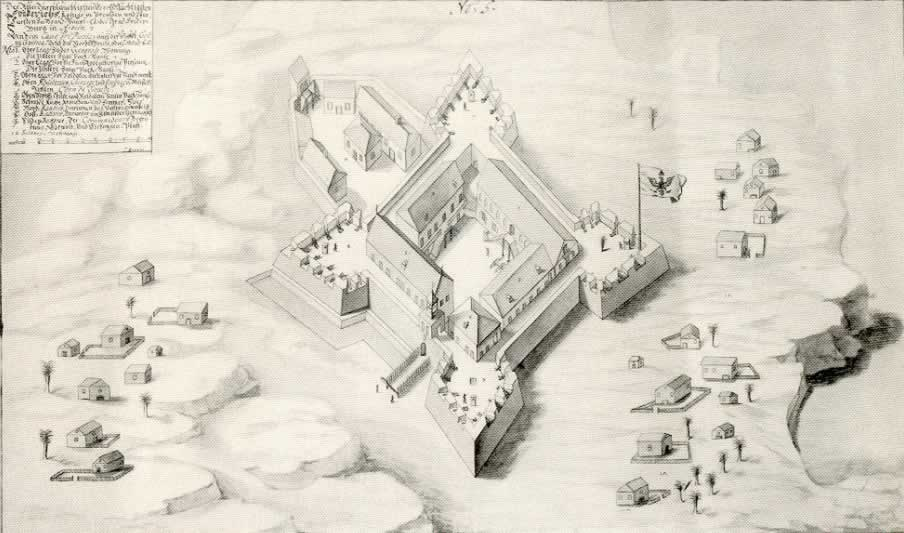
Vue du fort après son achèvement en 1686.

Le 27 décembre 1682, deux navires brandebourgeois, dirigés par le chef d'expédition Otto Friedrich von der Groeben, atteignent la côte africaine. Après l'occupation de la zone située entre le Cap des Trois-Pointes au sud-est, et le mont Manfro par des soldats et des marins du corps expéditionnaire le 31 décembre 1682, le drapeau brandebourgeois est hissé sur le mont Manfro le jour de l'an 1683. Immédiatement après la conclusion d'un contrat avec les habitants du village de Pokesu (Pocquesöe), situé au pied de la montagne, pour l'établissement d'un protectorat, le 5 janvier 1683, la construction de fortifications commence sur le Manfro, que von der Groeben rebaptise Grosse Friedrichs-Berg.
Le fort, conçu par l'architecte brandebourgeois Karl Konstantin von Schnitter (de), est construit avec des matériaux importés d'Europe. La base du fort ressemble à un quadrilatère régulier, entouré d'un mur principal en pierre avec des casemates encastrées, entourée de quatre bastions pointus aux coins. Ces derniers sont orientés nord-sud et est-ouest, le bastion nord servant à défendre le côté terre, tandis que les autres sont orientés vers le côté mer.
L'entrée du fort, avec un clocher au-dessus de la porte, se trouve au nord-est. En face, à l'intérieur, sur le côté sud-ouest, se trouve la maison du commandant du fort. Le commandant en question reçoit le titre de "directeur général au nom de son Altesse Électorale de Brandebourg et de sa Compagnie africaine", ce qui lui confère en même temps la position de gouverneur de toutes les possessions brandebourgeoises de la colonie du Grand Friedrichsburg en Guinée. Plus tard, la forteresse est encore dotée d'un ouvrage de défense au sud-est, avec un accès séparé : l'ouvrage extérieur.
La garnison du fort Groß Friedrichsburg compte au départ 40 hommes, composés de marins et de soldats réguliers emmenés avec eux, issus du corps des mariniers brandebourgeois (de). En raison des conditions climatiques, hygiéniques et surtout médicales inhabituelles, la garnison doit être constamment remplacée. C'est pourquoi il y a de nombreux transports de remplacement. L'effectif maximal de la garnison est atteint en 1686 avec 59 hommes. Jusqu'en 1692, la fortification reçoit exactement 44 pièces d'artillerie, dont la plupart sont orientées vers la mer. En 1712, la garnison ne compte plus que 25 hommes. Le fort reste occupé par des soldats brandebourgeois de 1683 à 1717, et constitue avec le Fort Dorothea, une de leurs deux implantations.

### Sous contrôle néerlandais (1717-1872)
Avec la fin des ambitions coloniales de Brandebourg-Prusse, la colonie et la forteresse sont vendues à la Compagnie néerlandaise des Indes occidentales en 1717-1720. Après le départ du dernier directeur général prussien, son ancien allié local, un chef de tribu dont le nom est transmis sous diverses orthographes comme Johannes Conrad ou Jan Conny, reprend la forteresse et l'équipe de canons capturés auparavant. Jusqu'en 1724, il défend la forteresse contre plusieurs attaques massives des Hollandais, mais doit la céder aux Hollandais au bout de sept ans à peine, qui la rebaptisent Fort Hollandia.

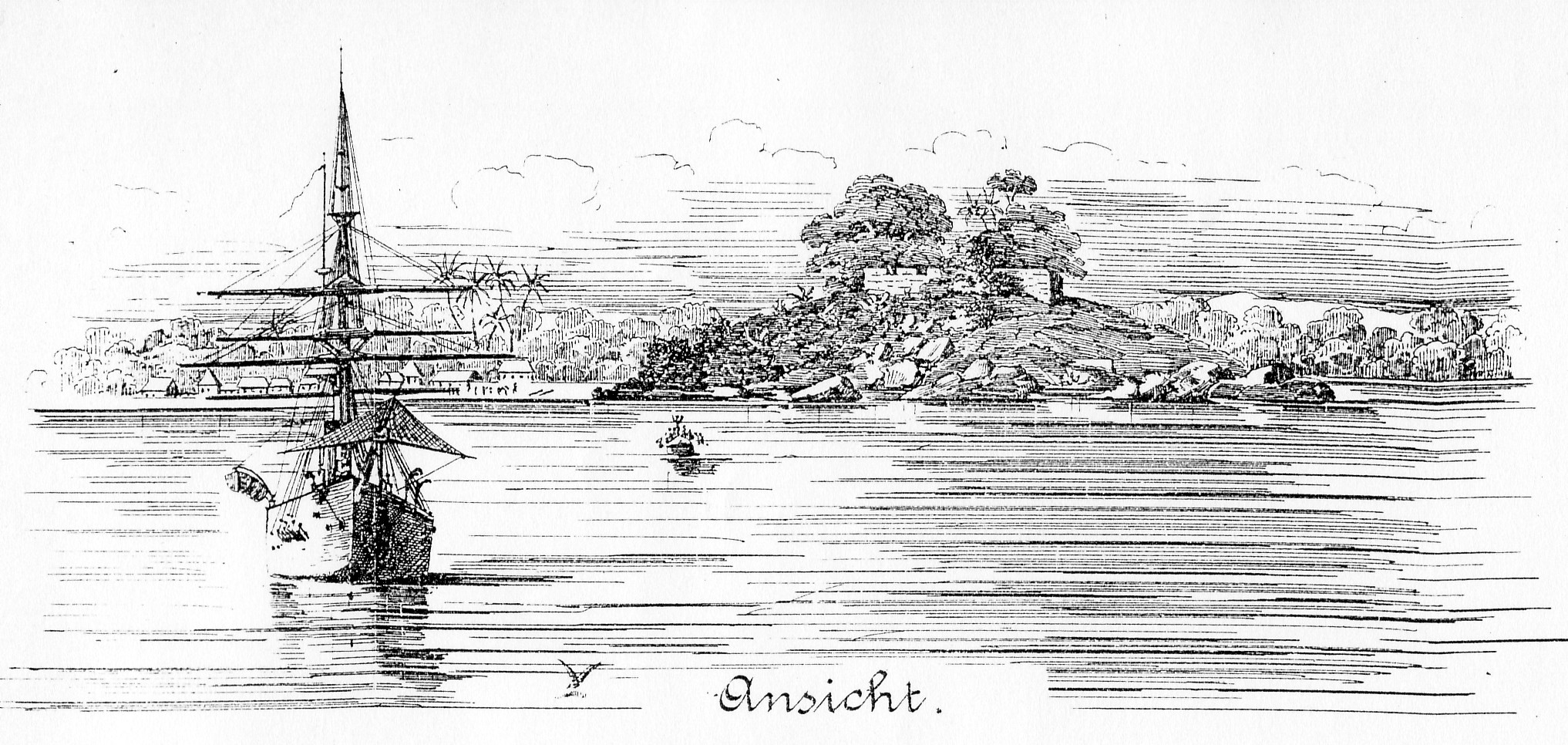
Le fort à l'abandon en 1884.

### Sous contrôle britannique (1872-1957)
En 1815, le fort est finalement abandonné par les Néerlandais, et la colonie est vendue aux Britanniques en 1872.

### Depuis l'indépendance du Ghana en 1957
La forteresse de Groß Friedrichsburg n'est aujourd'hui que partiellement conservée. Alors que les bastions nord et est, ainsi que le mur extérieur nord-est et l'ouvrage extérieur n'existent plus, les côtés sud et ouest du fort, y compris la maison du gouverneur, sont encore en assez bon état de construction. L'État ghanéen loue quelques chambres simples dans les bâtiments, avec électricité, mais sans eau courante. En outre, le fort abrite un petit musée.
En 1979, le fort est inscrit sur la liste du patrimoine mondial de l'Unesco, avec 27 autres forts de la côte ghanéenne, sous le nom de « Forts et châteaux de Volta, d'Accra et ses environs, et des régions centrale et ouest ».

## Galerie

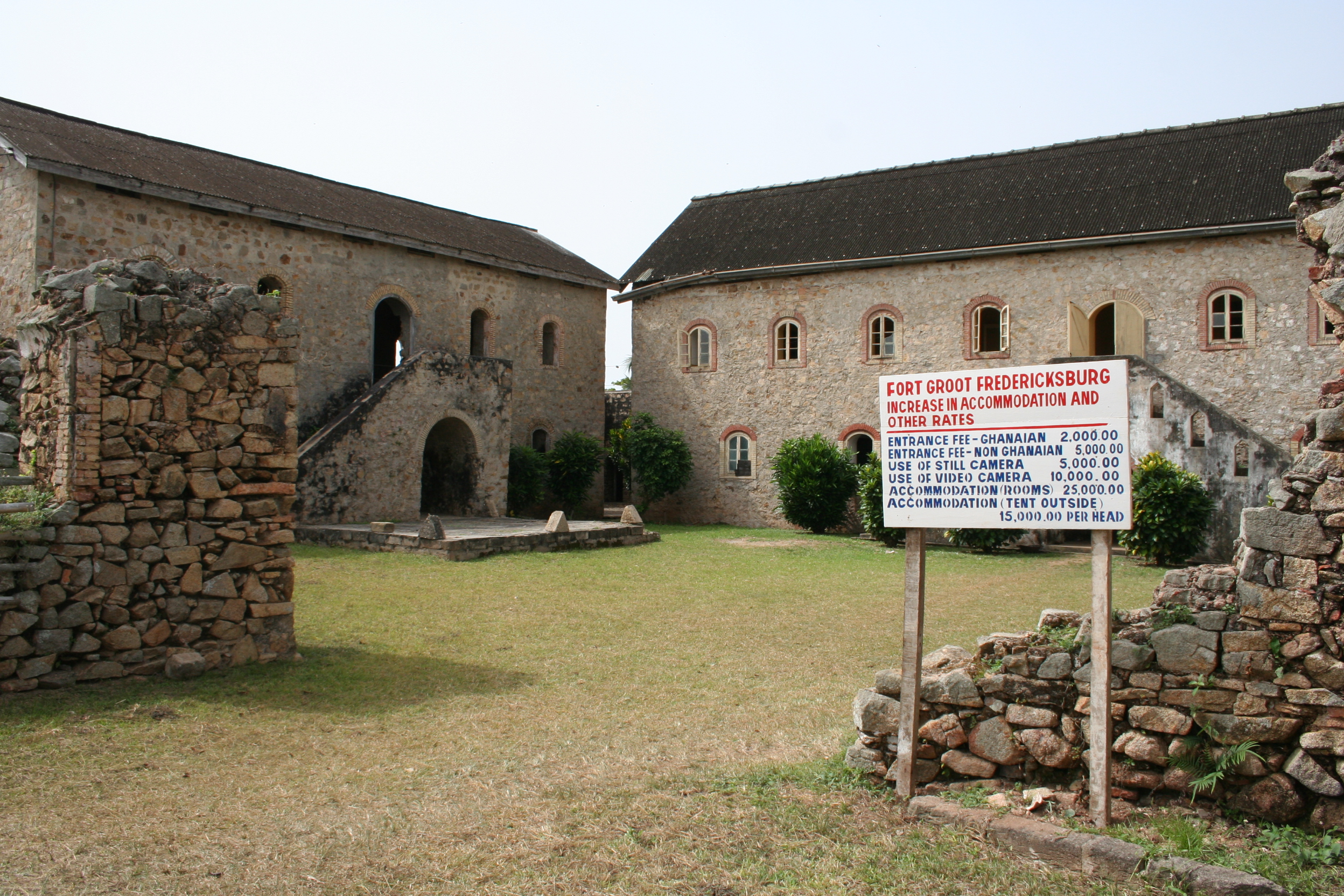
Zone d'entrée.
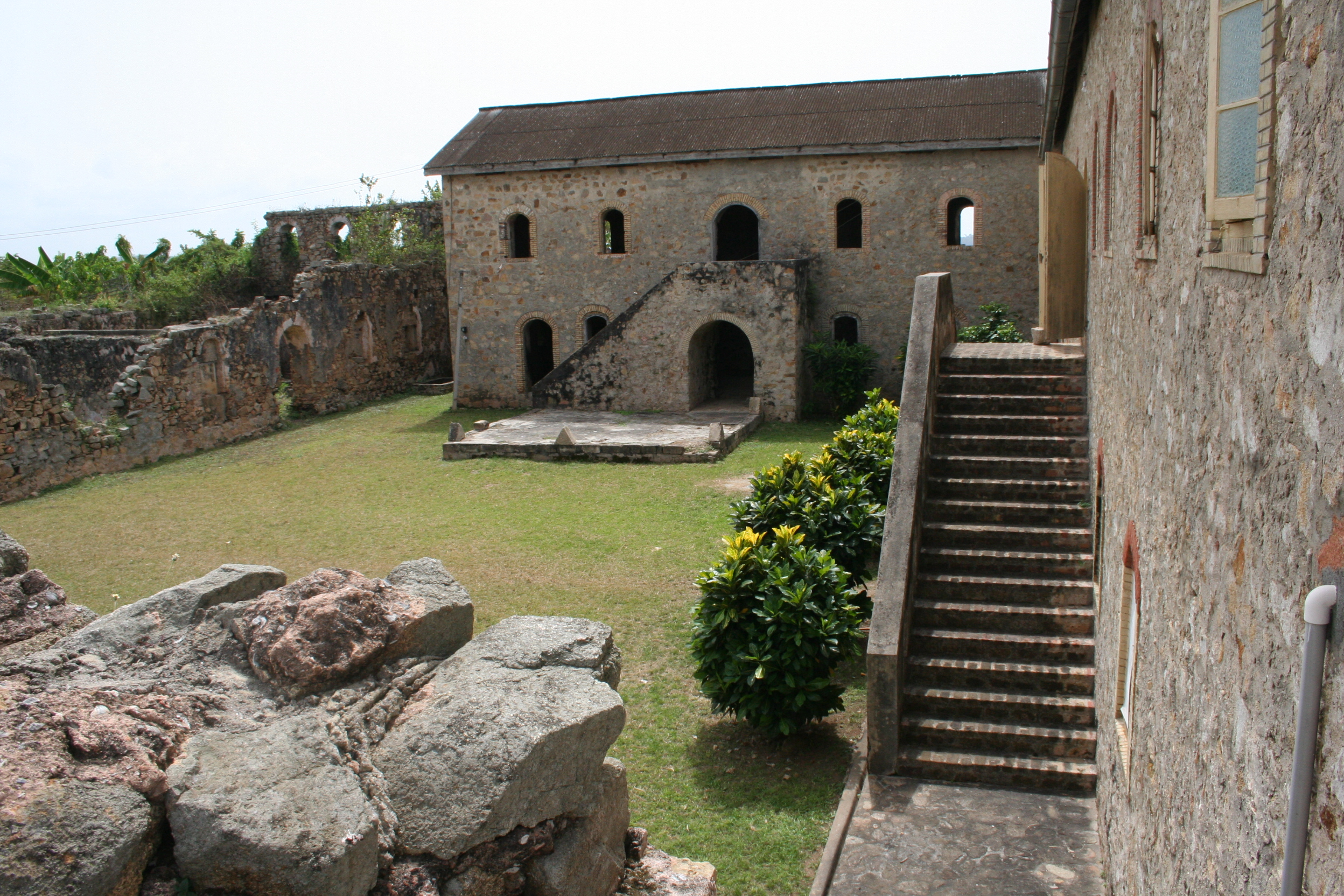
Cour, escalier vers le bâtiment principal.
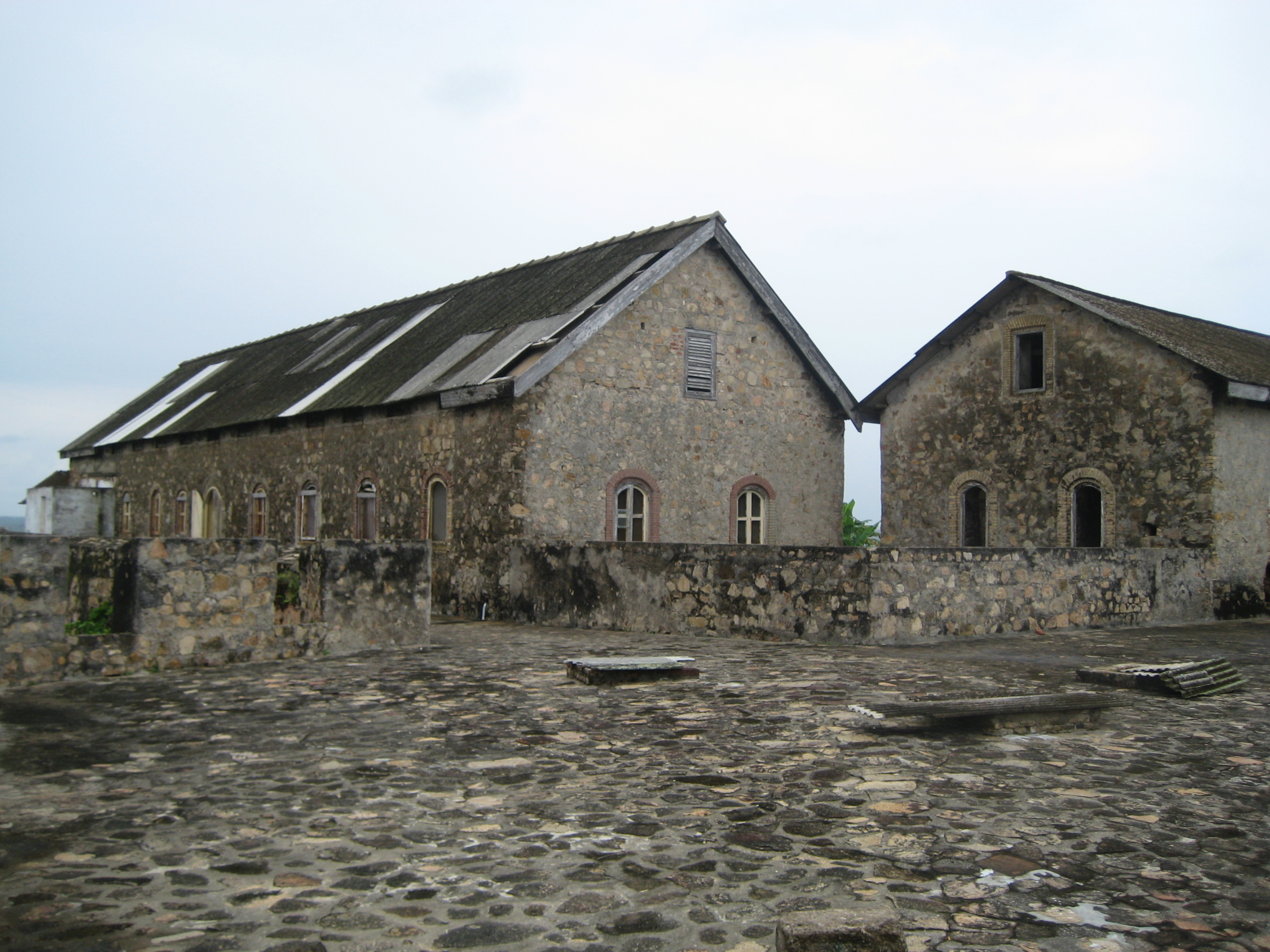
Dépendances.
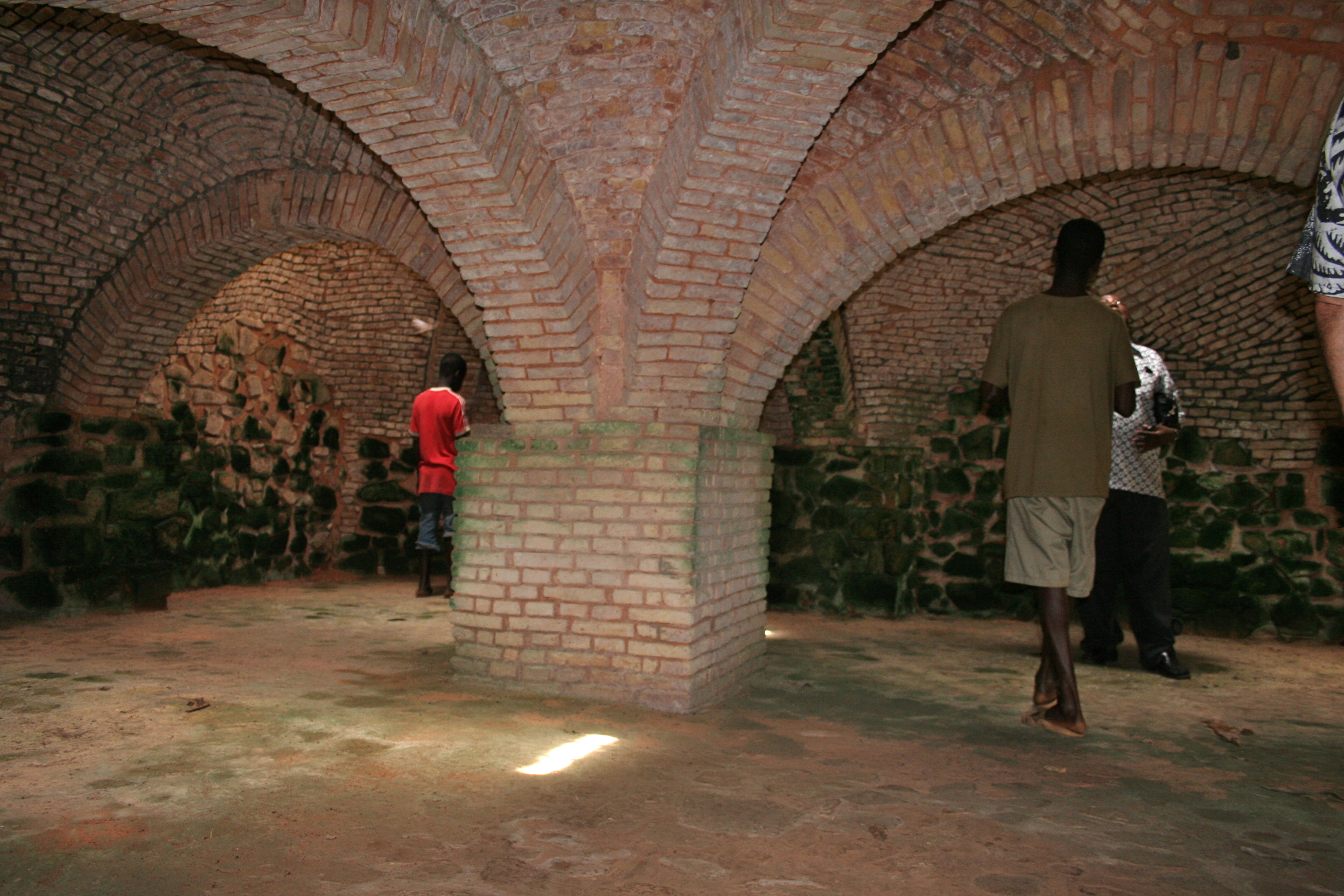
Cachot.
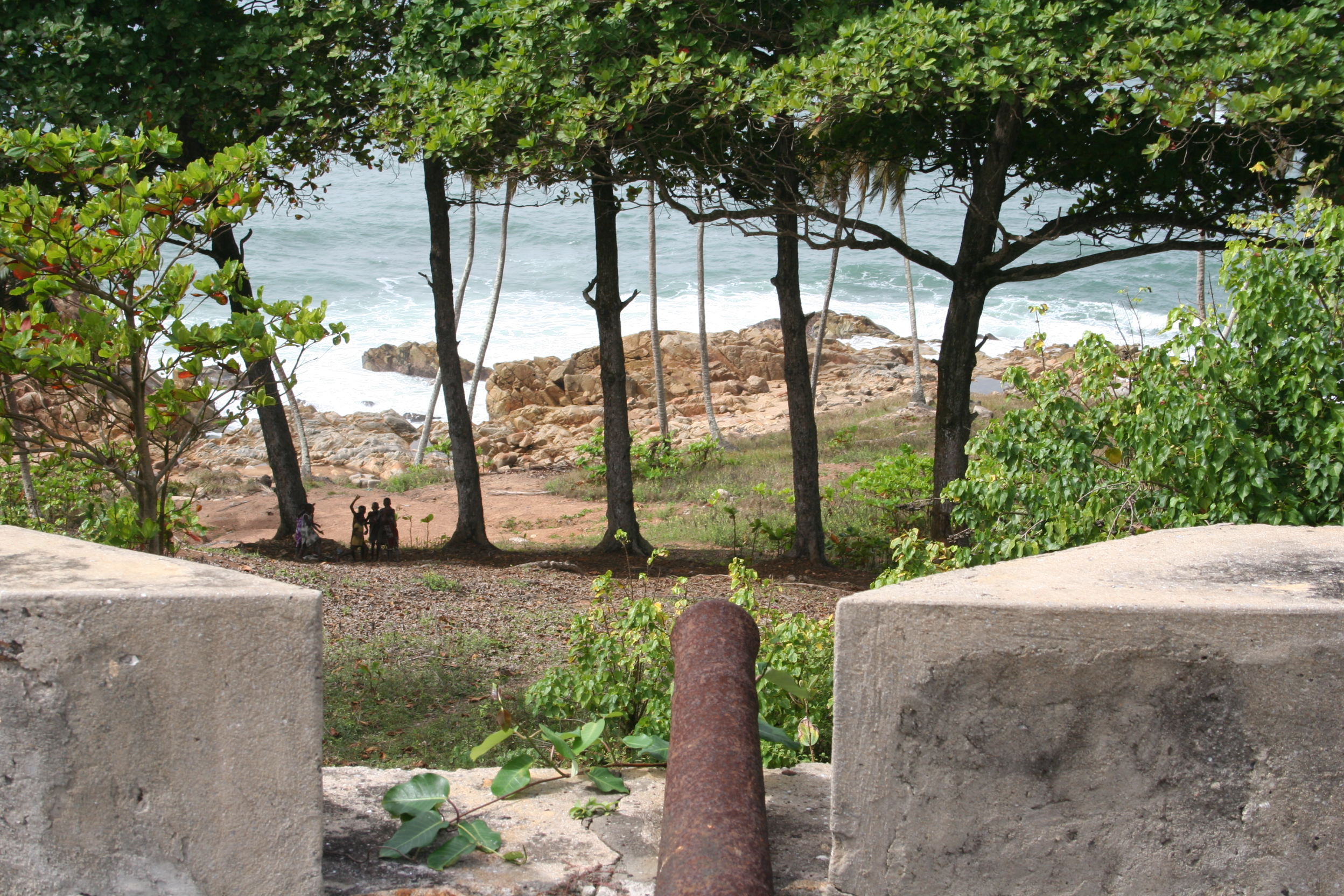
Vue sur la baie depuis le fort.